# Moving On (película de 2022)
Moving On es una película de comedia estadounidense de 2022 escrita y dirigida por Paul Weitz. La cinta está protagonizada por Jane Fonda, Lily Tomlin, Malcolm McDowell, Richard Roundtree y Catherine Dent.
La película se estrenó en el Festival Internacional de Cine de Toronto de 2022 el 13 de septiembre de 2022.
En diciembre de 2022, se anunció que Roadside Attractions adquirió los derechos norteamericanos de la película, que se estrenó el 17 de marzo de 2023.

## Sinopsis
Dos antiguas amigas separadas se reencuentran en el funeral de otro amiga en común y deciden vengarse del viudo de su amiga muerta por haberlas agraviada décadas antes.

## Reparto
- Jane Fonda como Claire
- Lily Tomlin como Evelyn
- Malcolm McDowell como Howard
- Richard Roundtree como Ralph
- Catherine Dent como Molly